# Константин Малков
Константин Анастасов Малков е виден български учен агроном и общественик, основоположник на земеделската наука в България.

## Биография
Константин Малков е роден в 1873 година в Крушево, тогава в границите на Османската империя. След като Крушево остава в Османската империя след Берлинския конгрес, семейството на Малков се мести в Орхание (днес Ботевград). Малков завършва в 1892 година Държавното средно земеделско училище в Садово, а след това и завършва и висше земеделско образование в Хале, Германия в 1895 година. В Гьотинген специализира земеделско опитно дело и болести по културните растения в Берлин в 1901 и 1902 година. След това Малков учителства в Държавното средно винаро-земеделско училище в Плевен в периода 1895 - 1896 година, а от 1896 до 1900 година преподава в Държавното средно земеделско училище „Образцов чифлик“ край Русе и в 1900 - 1901 година в Държавното средно земеделско училище в Садово. В 1899 година става член на БЗНС.
Малков е завеждащ новосъздадената в България земеделска опитна станция в Садово от 1 септември 1901 година. От 8 януари 1905 година до края на живота си е титуляр – управител на станцията. Константин Малков е основател и пръв организатор на земеделското дело в България. Редактира вестници и публикува в множество вестници и списания.

## Трудове
Малков завещава изключително ценни проучвания, сред които проучването и класифицирането на българските пшеници, южните култури, преди всичко памука и т.н. Изучава мащабно за времето си болестите и враговете на културните растения, като открива и излседва нови за нуката болести по тях, като някои от тях носят неговото име. Малков е първият, който описва болестта по памука Phyllosticta Malkofii, която е неизвестна до това време за науката.